# Cesar Virata

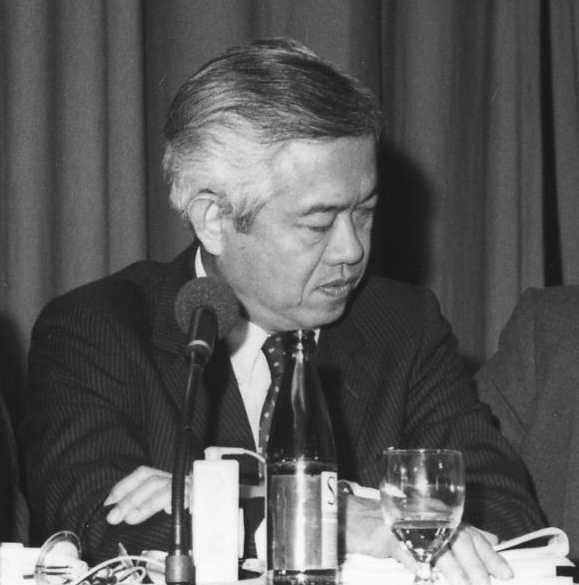
Virata in Davos (1983)

Cesar Enrique Aguinaldo Virata (Kawit, 12 december 1930) is een voormalig Filipijns politicus en topman.

## Biografie
Virata werd geboren op 12 december 1930 in Binakayan, in Kawit, Cavite. Zijn vader was werkzaam bij de University of the Philippines (UP). Hij studeerde in 1952 af als werktuigbouwkundige aan de UP. Een jaar later behaalde hij een MBA-diploma aan de University of Pennsylvania in de Verenigde Staten.
Virata was namens de Filipijnen gouverneur van de Wereldbank en de Asian Development Bank. Tevens was hij decaan van de faculteit voor bedrijfskunde van UP. In 1970 werd hij door president Ferdinand Marcos benoemd tot Minister van Financiën als opvolger van Eduardo Romualdez. In zijn hoedanigheid als kabinetslid was hij van 1978 tot 1984 tevens lid van het interim Batasang Pambansa. In 1984 werd hij namens de partij van Marcos, de KBL, gekozen als afgevaardigde in de reguliere Batasang namens de provincie Cavite. Van 1981 tot 1986 was Virata bovendien minister-president van de Filipijnen. Daarmee was hij in naam regeringsleider. In de praktijk was het echter Ferdinand Marcos die de macht in handen had.
Virata was in de periode-Marcos topman van diverse staatsbedrijven. Zo was voorzitter van de raad van bestuur van de Land Bank of the Pilippines, voorzitter van de Central Bank of the Philippines en van Philippine Airlines.
Na de val van president Ferdinand Marcos tijdens de EDSA-revolutie in 1986 werd Virata als minister-president vervangen door Salvador Laurel. Een maand later werd de positie van minister-president opgeheven.
Virata is getrouwd met toneelspeelster Phylita Joy Gamboa en kreeg samen met haar drie kinderen: Steven Cesar, Gilian Joyce en Michael Dean.
- Gemeinsame Normdatei: 1020010541
- International Standard Name Identifier: 0000 0000 4328 5553
- Library of Congress Control Number: no95045342
- Nationale Bibliotheek van Israël: 987007287886305171
- Nederlandse Thesaurus van Auteursnamen: 274408384
- Virtual International Authority File: 26650392
- WorldCat: E39PBJdrJtTXjTDfFmC7bfPWjC